# El Apóstol
El Apóstol (deutsch für Der Apostel) ist ein argentinischer Zeichentrickfilm aus dem Jahre 1917. Er gilt als der erste Zeichentrickfilm in Spielfilmlänge. Der Film kam am 9. November 1917 in die Kinos. Die Arbeit am Drehbuch, der Regie und den Animationen übernahm Quirino Cristiani. Viele Kopien des Zeichentrickfilms wurden 1926 bei einem Brand im Filmstudio des Produzenten Federico Valle vernichtet. Seit diesem Zeitpunkt gilt der Film als für die Nachwelt verschollen.

## Filminhalt
Der Film ist eine Parodie auf den damaligen Präsidenten Hipólito Yrigoyen. Der Präsident wird durch die Kraft des Gottes Jupiter befähigt, Blitze zu schleudern, dadurch geht die Stadt Buenos Aires in Flammen auf.

## Produktionsinformationen
Für den Film wurden 58.000 Zeichnungen angefertigt, die auch mit gleicher Framezahl präsentiert wurden. Einige Szenen stammen von Andrés Ducaud, der den Film mit einigen Spezialeffekten ausstattete.
Aufgrund seiner Schärfe musste der Film den argentinischen Behörden vorgelegt werden. Deshalb sprangen die ursprünglichen Produzenten ab, und Quirino Cristiani musste sich auf die Suche nach neuen Produzenten machen.
Der Film wurde auch in Europa präsentiert.